# Alfonso Grosso Sánchez
Alfonso Grosso Sánchez – hiszpański malarz kostumbrysta pochodzący z Andaluzji.
Studiował w Akademii Sztuk Pięknych w Sewillii, był uczniem José García y Ramos i Gonzalo Bilbao. Był przywiązany do tematów religijnych, kostumbrystycznych i portretu, zdecydowanie odrzucał awangardę w sztuce.
Jednym z jego ulubionych tematów były wnętrza obiektów religijnych, zwłaszcza klasztorów. Uprawiał tematykę ludową, często malował postaci takie jak tancerze, torreadorzy, śpiewacy i cyganie.
Od 1920 r. zainteresował się portretem, wykonał liczne portrety zbiorowe na zamówienie różnych instytucji. Od 1940 r. wykładał kolor i kompozycję w Escuela de Bellas Artes de Sevilla, a później w Akademii Sztuk Pięknych w Sewillii. Był również dyrektorem Muzeum Sztuk Pięknych w Sewilli, gdzie można oglądać jego prace.